# Larissa di Crimea
Larissa di Crimea (Turingia, 2 marzo 353 – Crimea, 375 circa) è stata una santa germanica.
È annoverata tra i 26 martiri assassinati nello stesso anno dagli imperatori romani Valentiniano e Graciano.